# Prismatolaimus stenurus
Prismatolaimus stenurus är en rundmaskart. Prismatolaimus stenurus ingår i släktet Prismatolaimus och familjen Prismatolaimidae. Inga underarter finns listade i Catalogue of Life.